# 奥丽弗·伯恩
瑪麗·奥丽弗·伯恩（英語：Mary Olive Byrne，1904年2月19日—1990年5月19日），是美国家庭主妇，同时也是威廉·莫尔顿·马斯顿和伊丽莎白·霍洛维·马斯顿的伴侣，她被认为是创作神奇女侠的灵感。

## 简介
奥丽弗·伯恩与威廉·马斯顿于1925年相遇，而她是塔夫茨大学的主治医生。威廉·马斯顿是她的心理学教授，她很快成为他的研究助理，甚至带马斯顿到她的姐妹那里会做一些他的研究。她向他介绍了世界各地的baby parties联合会（新生女孩被要求像婴儿一样穿着，像小孩一样受到照顾），用于他进行一些有关人类对权力反应的实验。
奥丽弗·伯恩是Ethel Byrne的女儿，她和她的姐姐Margaret Sanger在美国开了第一家生育控制诊所。

## 关系
奥丽弗·伯恩与已婚的威廉·马斯顿关系紧密。马斯顿的妻子伊丽莎白·马斯顿知道他们的关系，三人一起生活了数年。她们都有马斯顿的孩子，伊丽莎白给她的女儿命名为奥丽弗。许多历史学家认为她们之间相处得很好。由于三人间不寻常的关系状况和生活安排，任何被问到的人都被告知奥丽弗·伯恩是伊丽莎白丧偶的妹妹。
奥丽弗与马斯顿有两个儿子：伯恩和唐恩。

## 神奇女侠
吉尔·莱波尔（Jill Lepore）在“神奇女侠的秘密史”（The Secret History of Wonder Woman）中认为奥丽弗是马斯顿创造“神奇女侠”的灵感。

## 相關电影
- 在《马斯顿教授和神奇女侠》中，由贝拉·希思科特飾演奥丽弗·伯恩。[6]